# MSX-ENGINE
MSX-ENGINEとは、ホームコンピューターとして製品化されたMSX用途向けに設計されたカスタムチップの名称。
MSX1相当向けにはT7775やT7937、MSX2以降の用途向けにはT9769(MSX-ENGINE2(別名MSX2-ENGINE))があり、共に東芝が製造を担当した。CPUを内蔵しないMSX-SYSTEMという別のチップも存在する。

## 特徴
- T7775[1] MSX-ENGINE
  - MSX1の機能を1チップに凝縮したCMOS-LSI。
  - クロックジェネレーターを内蔵し、RUNモード、IDOLモード、HOLDモードなどの各モードをプログラムから設定可能。

- T7937[2]
  - Z80A相当のCPU、TMS9918相当のVDP、PSG（AY-3-8910相当）、PPI（i8255相当）を内蔵。
  - スーパーインテグレーション／スーパーマクロセルライブラリーによる設計、1.5um設計ルール、チップダイサイズ10.5×8.6mm、素子数約41000。
  - パッケージは144ピンQFP

- T9763
  - パッケージは144ピンQFP

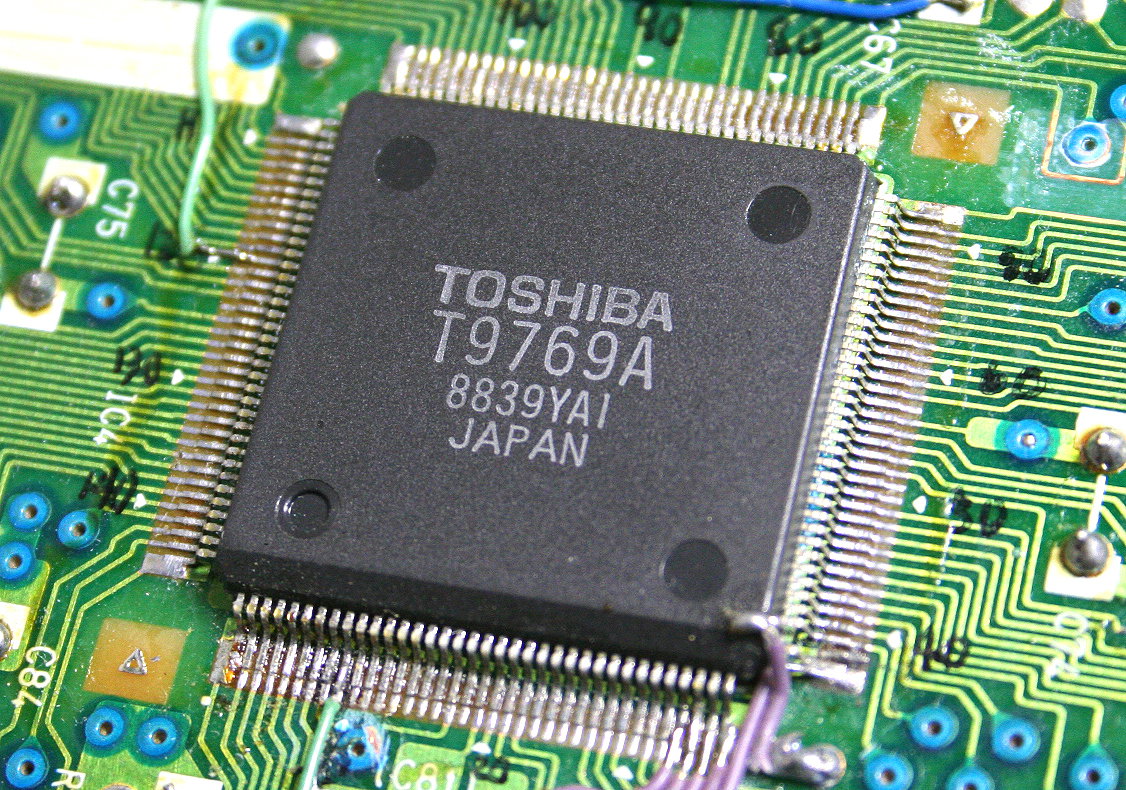
T9769 Ver.A MSX-ENGINE2

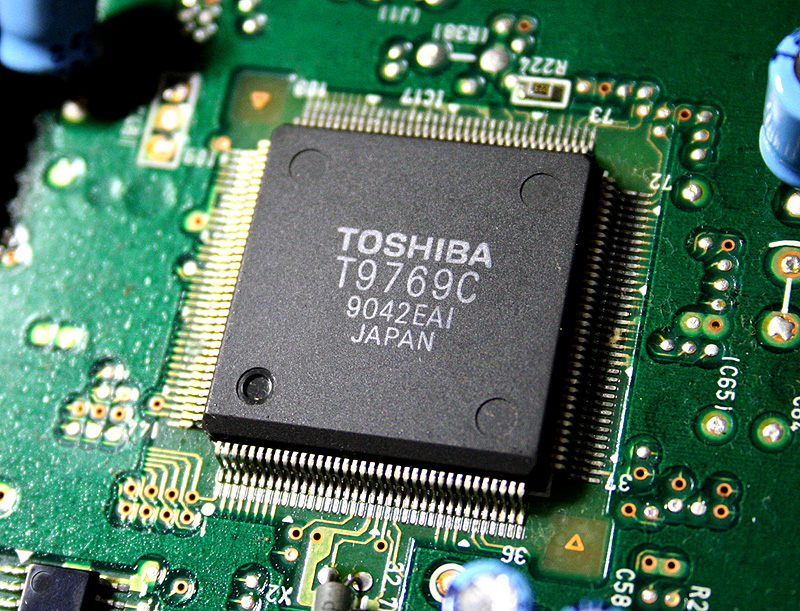
T9769 Ver.C MSX-ENGINE2

- T9769 MSX-ENGINE2(もしくはMSX2-ENGINE[3])
  - Z80相当のCPU、AY-3-8910A相当のPSG、その他各種ポートやインターフェース等、MSXを構成するのに必要な周辺回路をワンチップ化。
  - 主にパナソニック製や三洋電機製のMSX2と、MSX2+、MSX turboRで使用された。
  - CPUは3.58MHz駆動で使用しているが、パナソニック製のMSX2+では同社のカスタムチップとの協調により5.38MHz駆動させることも出来た。
  - turboRでは、本LSIのほかにシステムLSIとしてS1990が搭載され、R800の動作中にはT9769内部のZ80A相当CPUの動作が停止する排他制御が行われた。

これらに内蔵された、AY-3-8910相当の回路の、東芝のハードマクロセル名はSM7766Aと呼ばれる。これはソフトウェアから見た場合は互換品であるものの、ハードウェアエンベロープの周期などがAY-3-8910とは異なる。

## 位置づけ
本チップのような統合LSIの登場により、従来は74シリーズなどを多数使用して構成しなければならなかったMSX内部の論理回路や周辺LSIがほぼワンチップに置き換えられ、安価かつ小型にMSX2が製造出来るようになった。
MSX2をもってMSX規格のパソコンの製造からは撤退した東芝は、その後もMSX参入各社と共同開発した次世代チップのMSX-ENGINE2を生産。MSX2から最終規格のMSXturboRまでソニー製を除く各社のハードに搭載され続けた。MSX-ENGINEはパチンコ基板や東芝のワープロ『Rupo』などにも転用されたため、その出荷数は自社MSXパソコンの出荷数を遥かに上回ったとされる。また、「MSXでいちばん儲けたのは東芝だ」と西和彦が言及したといううわさもある。